# 空色の風琴
『空色の風琴』（そらいろのオルガン）は、2004年3月26日にTHE LOTUSから発売された18禁アドベンチャーゲーム。THE LOTUSのデビュー作品である。
2005年7月7日にはPlayStation 2版『空色の風琴 Remix』がプリンセスソフトから発売された。PS2版では主人公以外フルボイスとなった。

## ストーリー
叔父の葬儀に出席していた奥田友哉は、従妹の如月颯沙から「亡き父が預けた宝石を返してほしい」と頼まれる。しかしその夜、宝石を持ってきた友哉はささいなことで颯沙と口論になってしまう。
すると宝石がまばゆい光を放ち始め、ふたりは意識を失い、気がつくと友哉は異世界アルシオを訪れていた。だが、颯沙の姿はどこにもない。友哉は彼女を見つけ出し、元の世界へ帰ることができるのだろうか。

## 登場人物
※声はPS2版のみ。
奥田友哉（おくだ ともや）
予備校の人気講師で、颯沙の家庭教師も務めていた。女性に対して深い情を抱けず、付き合っては別れを繰り返しており、その点が颯沙を怒らせることもよくあった。
如月颯沙（きさらぎ さらさ）
声：YURIA
友哉の従妹。亡き母親譲りの銀髪の持ち主。有名な音楽家だった父も急死してしまい、天涯孤独となる。
内向的な性格で、目立つ容姿のために周囲への疎外感を抱いている。友哉に対して素直に振舞えず、ついきつく当たってしまう。
ステラ
声：緒方恵美
アルシオの貴族令嬢。風琴の調理師でもある。姉御肌で気さくな性格であり、異世界から迷い込んだ友哉の面倒も見てくれた。
政治は双子の兄のリディラにまかせきりの様子。
エイプリル
声：大野まりな
ステラとともに山小屋で暮らす少女。まだ幼さが残る風貌ながら調律師としての修行中であり、行きがかり上ステラの助手となった知哉には姉弟子にあたる。
イワトビウサギのワットさんをつれている。
フローリア
声：井上麻里奈
楽器工房を営む、おっとりした優しい雰囲気の女性。2年前に都に出て行った恋人からの便りが途絶えてしまったことに心を痛める。
メナム
声：宍戸留美
宿屋「鯨亭」の住み込みの給仕係。失敗が多く主人にはいつも怒られている。記憶を長く保てないので、日記を常に携行している。
自分はこの世界の住人ではなく、いつか「海亀さん」の迎えで「鯨の国」へ帰るのだと信じている。
ミレット
声：後藤沙緒里
災いをもたらす異世界からの来訪者「渡り人」を捕獲する使命を受け、東方からやってきた巫女。自然物と通じ合う力を持っている。
ルフィーユ
声：名塚佳織
商隊の娘。いつか都で舞子として大成する夢を抱いている。考えるよりも先に行動するトラブルメーカー。

## スタッフ
- シナリオ：春菜ななこ
- 原画：植田亮（如月颯沙・ステラ・エイプリル・メナム・その他）、水瀬凛（フローリア・ミレット・ルフィーユ）、大田武志
- 音楽：DOORS

## 主題歌
オープニングテーマ「TRACE〜響きあえる場所」
作詞・作曲：Bun Yoshida / 編曲：Yoshito Hata / 歌：佐藤裕美
「風にのせて」
作詞：reico / 作曲：Bun Yoshida / 編曲：Yoshito Hata / 歌：いとうかなこ
「鯨の国のお姫様」
作詞：春菜ななこ&reico / 作曲：reico / 編曲：Yoshito Hata / 歌：佐藤裕美
「大きなおりぼん」
作詞：春菜ななこ&reico / 作曲：reico / 編曲：Yoshito Hata / 歌：大野まりな
「進め、わたし!」
作詞：春菜ななこ&reico / 作曲：Bun Yoshida / 編曲：Yoshito Hata / 歌：yozuca*
「もしも許されるなら」
作詞・作曲：Bun Yoshida / 編曲：Yoshito Hata / 歌：YURIA
「世界は不思議にあふれてる」
作詞・作曲：Bun Yoshida / 編曲：Yoshito Hata / 歌：mayumi
「蒼き月に」
作詞・作曲：Bun Yoshida / 編曲：Yoshito Hata / 歌：YURIA
エンディングテーマ「ETERNAL MELODY 語り合うために」
作詞：かなすぎはじめ&Bun Yoshida / 編曲：Yoshito Hata / 歌：佐藤裕美

## 関連書籍
- 空色の風琴 ファーストファンブック（ソフトバンククリエイティブ〈Raspberry books〉）ISBN 479732211X
- 空色の風琴 Remix ビジュアル・ガイドブック（ジャイブ）ISBN 4-86176-202-2